# ジャガイモンプロジェクト
ジャガイモンプロジェクトは、北海道士幌町に本拠を置く、町おこし団体及び芸能プロダクション。ご当地キャラクターの運営及び地域貢献活動、イベントの企画運営を行なっている。北海道内で活動するローカルタレントが所属している。設立は2011年（平成23年）。
「士幌町を元気にしたい」「士幌町をたくさんの人に知ってもらいたい」ということを基本理念に活動している任意団体。代表は川崎康。

## 来歴
2010年（平成22年）6月設立。同月、ご当地キャラクター・しほろっち戦隊シホロンファイブのジャガイモンのTwitter運用開始。（ご当地キャラクター運営を参照）
2013年（平成25年）2月、しほろっち戦隊シホロンファイブ公式ソング「行け！シホロンファイブ」公開。（制作楽曲を参照）
2013年（平成25年）7月7日、第33回しほろっち夏祭り花火大会において、アリスインアリス、エンドケイプを招致。以降、イベントプロモーターとしての活動を開始。（イベントプロモーターとして参加したイベントを参照）
2014年（平成26年）3月2日、ゆうばり国際ファンタスティック映画祭2014において、「鐘が鳴りし、少女達は銃を撃つ」（山岸謙太郎監督）上映イベントに関係者参加。以降、特別出張名義の活動を開始。（特別出張を参照）
2015年（平成27年）9月27日、大関凪を起用し、初の主催イベントを開催。以降、主催イベントを不定期開催。（主催イベントを参照）
2015年（平成27年）11月21日、羽美（現・高木美穂）とのタレント所属契約を発表。芸能事務所としてのタレント育成及びマネージメント業を開始。（タレント関連事業を参照）
2016年（平成28年）4月29日、アリスインプロジェクト札幌公演「アリスインデッドリースクール オルタナティブ・SAPPORO」（2016年5月4 - 8日公演）関連イベントに関係者参加。以降、演劇公演への関係者参加を開始。
2020年（令和2年）5月10日、初のオンライン主催イベントを開催。新型コロナウイルスの感染拡大に伴い、以降不定期開催。（主催イベントを参照）
2020年（令和2年）7月26日、町内の景色を24時間生配信するライブカメラを設置しYouTubeにて公開。

## 業務内容
- キャラクター関連事業（ご当地キャラクターの運営など）
- 町おこし関連事業（地域おこしの企画など）
- タレント関連事業（芸能タレント、アーティストの育成及びマネージメント業など）
- イベント関連事業（イベントの企画制作及び主催・開催協力など）

の4本立てで活動を行っている。特に「タレント関連事業」は町おこしを目指す組織でありながら、アイドルをはじめとしたタレント等を応援・育成するというユニークで風変わりな取り組みとして知られている。ジャガイモンと交流のあるタレントが出演するイベントに、一ファンとして参加する「特別出張」が行われており、そこにはジャガイモンも「同行」し、タレントやそのファン達と交流を深めている。更にこの「特別出張」には、各種イベントなどにスタッフや関係者として参加するものも含まれる。またこの交流や経験をきっかけとして現在ではアイドルやタレントの出演イベントの主催・制作も行うなどしている。
他にも各種イベントの単独での主催、他団体と組んでの制作協力など幅広い活動を行っている。
各種SNSやYouTubeを用いた発信も積極的かつ継続的に行っている。

### ご当地キャラクター運営
ジャガイモン
2011年（平成23年）6月25日、Twitter運用開始と同時に活動をスタート。
以降、Twitter上での活動から様々な御縁が生まれ、楽曲制作、イベント企画、タレント招致、タレント育成など、ジャガイモンプロジェクトとしての各種活動へと広がっていく。
2023年（令和5年）現在は、SNSなどを通じてのインターネット上での活動と、マスコット人形を用いた出張活動、イベント参加を行なっている。
ファンクラブが存在する。
当初はTwitterのみの活動に限定されていたが、後にFacebookなど、他のSNSへ活動を拡大。
マスコット人形を用いての写真や動画の公開、町外での各種活動も行なう中、SNSや各種イベントを通じ、様々なタレントとの交流も行なっている。

### 主催イベント
- 大関凪 初めての撮影会（2015年9月27日、札幌市）[5]
- 羽美 デビューイベント「撮影会で公式写真を撮っちゃおう&交流会」（2015年12月6日、札幌市）[11]
- 羽美 カラオケイベント「生歌初披露も撮っちゃおう!」（2016年1月24日、札幌市）[12]
- 羽美 JCラストイベント「サクラサクワンコインでトゥギャザーしようぜ」（2016年3月20日、札幌市）[13]
- 羽美 JK初めての○○「市電貸切撮影会&ファーストライブ」（2016年6月19日、札幌市）[14]
- 羽美 しほろ撮影会2016夏「狙え!しほろっちフォトコンテスト」（2016年7月31日、士幌町）[15]
- 羽美 個別撮影会2016秋「飯イベもあるってよ」（2016年10月23日、札幌市）[16]
- 羽美 カラオケイベント2017春「良いことありそな日曜日」（2017年4月2日、札幌市）[17]
- 羽美 飯イベ&撮影交流会「夜にはライブもあるってよ」（2017年7月23日、札幌市）[18]
- 羽美・亀代詩穂 浴衣撮影会2017「うみ・かめモデルバトル」（2017年9月3日、札幌市）[19]
- しほろアイドルフェスティバル2017（2017年9月23日、士幌町）[20]
- 映画「アリスインデッドリースクール・アジタート」札幌上映記念ファンミーティング（2017年12月17日、札幌市）[21]
- 羽美 2018新年交流会「プレゼントもあるってよ」（2018年1月3日、札幌市）[22]
- 羽美・西村摩利乃 ダブル撮影会2018「うみとまりのとどっちがすきなの?」（2018年6月24日、札幌市）[23]
- 小西麻里菜・横山奈央 ダブル生誕ライブ2018（2018年8月19日、札幌市）[24]
- ジャガイモンプロジェクト交流会 一緒にランチ2018秋（2018年10月21日、札幌市）[25]
- ジャガイモンプロジェクト交流会 一緒にランチ2019夏（2019年6月23日、札幌市）[26]
- しほろフォトコンテスト2019（2019年1月19日～7月31日）[27]
- ジャガイモンプロジェクトオフライン交流会「3年ぶりのこんにちは」（2022年6月26日、札幌市）[28]
- ジャガイモンプロジェクトオフライン交流会「2022秋の陣」（2022年10月30日、札幌市）[29]
- 時計台修復記念フォトコンテスト2022-23（2022年10月20日～2023年2月28日）[30]
- ジャガイモンプロジェクトリアル交流会「みんなでエスコンフィールドへ」（2023年6月25日、北広島市）[31]
- ジャガイモンプロジェクトリアル交流会「2023秋の陣」（2023年10月15日、札幌市）[32]
- ジャガイモンプロジェクトリアル交流会「2024春の陣」（2024年4月7日、札幌市）[33]
- ジャガイモンプロジェクトリアル交流会「士幌でイモイモ超会議」（2024年7月21日、士幌町）[34]

オンライン主催イベント
2020年5月以降、YouTube、zoomなどを利用して多数開催。
新しほろっちTV
2021年1月24日より、ゲストを迎えて今の士幌を伝える生配信番組をYouTubeで開始。
- 第1回（2021年1月24日）

- 第2回（2021年3月14日）

- 第3回（2021年5月30日）
- 第4回（2021年10月2日）
- 第5回（2022年1月9日）
- 第6回（2022年8月21日）
- 第7回（2024年1月7日）
- 第8回（2024年11月17日）
- 第9回（2024年12月8日）

※ 詳細ついてはジャガイモンプロジェクト公式サイトを参照

### 特別出張
※ 詳細ついてはジャガイモンプロジェクト公式サイトを参照

### イベントプロモーターとして参加したイベント
- 第33回しほろっち夏祭り花火大会（2013年7月6日、士幌町商工会青年部主催）[3]
アリスインアリス（高橋明日香、栗生みな、相田瑠菜）、エンドケイプ招致
- きゃんちのドタバタ士幌めぐり（2014年6月25日 - 27日、士幌町商工会青年部主管）[35]
全行程企画主導、喜屋武ちあき招致
- 第34回しほろっち夏祭り花火大会（2014年7月5日、士幌町商工会青年部主管）[36]
サッポロSnow♡Loveits（工藤夢心、吉本ほのか、木戸口桜子、横山奈央、小玉梨々華）招致
- 第35回しほろっち夏祭り花火大会（2015年7月4日、士幌町商工会青年部主催）[37]
ななのん（前田希美、なぁ坊豆腐＠那奈）招致
- 第1回しほろじゃがいもまつり2017（2017年9月23日、士幌町商工会主催）[20]
イベント内で、しほろアイドルフェスティバル2017を開催
羽美、横山奈央、HEBA RAGI（小西麻里菜、mayu）招致
- しほろサプライズ花火（2021年10月２日、士幌町商工会主催、士幌町後援）

　　　花火打ち上げのインターネット配信を担当
- ありがとうジャガイモン 活動10周年記念展示会～1人のイモの物語～（2022年1月19日～2月28日、atLOCAL主催）

　　　道の駅ピア21しほろでの活動記念展
- 第4回しほろじゃがいもまつり2022（2022年9月25日、士幌町商工会主催）
イベントのインターネット配信を担当

### タレント関連事業

#### 業務提携
- 星隈瞳（北見焼肉アイドルMeatYou）（2017年3月31日 - 2022年2月28日）
- 西村摩利乃（2020年7月24日 - ）
- Noi（2024年3月12日 - ）
- Amu（2024年3月12日 - ）

#### 過去に専属所属したタレント
- 羽美[38]（元 ラストアイドル 2期生アンダーメンバー・元 バグベア神曲また作ったってよ ボーカリスト・SAKURADOLL リーダー・高木美穂）（2015年11月21日 - 2018年7月31日）
- 森しおり（2020年2月2日 -2021年5月31日 ）

## 制作楽曲
- 行け！シホロンファイブ　（しほろっち戦隊公式ソング）
作詞：エンドケイプ
作曲：矢神亜希丸
編曲・ミキシング：お湯たま
歌：五ノ井ひかり
- baked potato 2022　（公式BGM）
作曲：桑尾哲郎

## 登場メディア

### 新聞
- 十勝毎日新聞
（2013年6月22日[39]、2014年6月28日[40][35]、2015年12月11日[41][11]、2016年2月1日[42]、2016年6月24日[9]、2016年7月29日[43][15]、2017年9月27日[44][20]、2019年5月20日[45][27]、2019年11月8日[46]、2020年1月17日[47]、2020年7月6日[48]、2021年1月31日[49]、2022年1月1日[50]、2022年1月26日[51]、2022年2月2日[52]、2022年10月16日[53]、2022年12月13日[54]、2023年2月21日[55]、2023年6月16日[56]、2023年6月19日[57]、2024年1月23日[58]、2024年5月6日[59]、2024年5月16日[60]、2024年8月19日[61]、2024年12月6日[62]）
- 北海道新聞
（2014年4月7日[63]、2015年12月8日[64]、2017年4月27日[65]、2018年4月10日[66]、2019年4月30日[67]、2021年1月23日[68]、2022年1月18日[69]、2022年2月7日[70]、2024年12月5日[71]）
- 北海道大学恵迪寮 寮内新聞「オッカイ」（2019年6月28日）[72]
- 士幌百年新聞（2021年11月24日[73]）

### 雑誌・書籍・フリーペーパー
- 北海道Walker（2011年9月20日[74]、2014年5月30日[75]）
- 札幌地域新聞ふりっぱーPLUS版（2013年9月12日）[76]
- 月刊しゅん（2013年9月29日[77]、2018年7月29日[78]）
- フリーペーパーしほろっち（2013年10月1日[79]、2016年2月1日[80][12]、2017年10月1日[81][20]）
- 北海道食旅本kerankeran Vol.5 十勝（2014年4月25日）[82]
- きゃんの匙（2014年8月17日、喜屋武ちあき・著）[83][35]
- 北海道発掘マガジンJP01（2015年7月31日[84]、2021年1月29日[85]）
- 十勝の生活応援マガジンChai（2015年9月28日[86]、2020年1月28日[87]）
- しほろ議会だより（2015年11月13日）[88]
- まちアド-地域の魅力をPRするデザイン（2016年3月24日）[89]
- どうしんデリバリ「DoDeli」（2018年11月1日）[90]
- エイリアンのたまご 4th Anniversary ファンブック（2021年2月28日）

### テレビ
- Pigoo presents 密着!短編映画「鐘が鳴りし、少女達は銃を撃つ」の裏側（2014年5月5日、アイドル専門チャンネルPigoo）[91][4]
- HTB「平岸我楽多団」（2016年6月18日[92]、2017年5月17日[93]、2017年5月24日[94]）
- HTB「イチオシ!モーニング」（2017年5月6日・17日[95]、2018年4月7日[96]）
- HTB「ママ・マルシェ」（2017年5月12日[95]、2018年4月13日[96]
- HTB「Hit.com Night」（2018年4月20日）[96]
- STV「ブギウギ専務」(2023年6月23日、6月30日）[97]

### ラジオ
- STVラジオ
「のりおとよしこのどさんこラジオ」（2014年12月9日）[98]
「GO!GO!サンデー」（2019年3月10日）[99]
「なまらぶ♡」（2022年3月6日、3月20日）[100]
- HBCラジオ
「ベストテンほっかいどう」（2015年1月4日）[101]
「SUNDAYホリDAY」（2017年10月22日[102]、2018年1月7日[103]）
「サンデースタジアムDOing」（2018年11月4日）[104]
「気分上昇ワイド ナルミッツ」（2019年3月28日[105]、2020年6月18日）
「After Beat～アフタービート～」（2020年5月1日）[106]
「カーナビRadio午後一番」（2022年2月18日）[107]
- NHKラジオ第１
「釧路根室十勝のすべて」（2022年11月30日）[108]

- FM NORTHWAVE
「おばんです!HAMBURGER BOYS」（2021年3月13日）[109]
「Feel TOKACHI」(2024年1月13日)[110]
- FMアップル
「DEATH・K SPECIAL Z ～地産地SHOW～」（2017年8月28日）[111]
- FM JAGA
「Feel TOKACHI」(2024年1月13日)[112]
- さっぽろラジオ村
「お笑いジンギスカン」（2017年8月29日）[111]
- FMドラマシティ
「MUSIC & GIRLS TALKバラエティー キラキラサタデー」（2021年2月6日）[113]
- 宮崎放送
「HAPPYラジオホリデイ!」（2012年4月15日）[114]
- ラジオ日本
「こにたん 今夜もにっこにこにたん」（2014年11月19日）[115]

### 映画
- 映画「D・PROJECT」（トウドウ編・ツチヤ編）（2016年8月12日、山岸謙太郎監督）[116]

### ネット配信番組
- 地獄ようちえん@ニコ生大放送#10（2014年1月28日、ニコニコ生放送）[117]
- エンタメステーションin札幌ド真中（2014年7月16日、7月23日）[118]
- ショートカット推進委員会（2014年7月20日、USTREAM）[119]
- ちーしゃの観察日記（2017年2月12日、ニコニコ生放送）[120]
- イレブンナイン「あっちこっちカジタン」#19（2017年6月25日、YouTube）[121]
- イレブンナイン「カジタンファミリー」#15（2018年1月21日、YouTube）[122]
- エリたまチャンネル（#91 2020年3月4日[123]・#92 2020年3月11日[124]・#166 2021年10月27日[125]・#167 2021年11月3日[126]・#168 2021年11月10日[127]、#245 2023年5月31日、#246 2023年6月7日 YouTube）
- 小林マイカ公式YouTubeチャンネル「マイッカチャンネル」（2021年8月23日[128]、9月22日[129]）
- 竹内佳奈公式YouTubeチャンネル（2021年9月20日[130]）
- 食事処慎鮨公式YouTubeチャンネル（2021年9月21日[131]、9月24日[132]、10月26日、11月4日、11月7日、12月21日[133]、2022年1月9日[134]、YouTube）
- OHchおーch北海道YouTubeチャンネル（2021年12月24日[135]、2022年3月18日[136]、2022年11月20日、YouTube）
- 櫻井智チャンネル（2022年5月30日[137]、YouTube）
- 三ツ本譲のみっちゃんねる（2023年10月5日[138]、YouTube）
- 早川伸吾の一番乗りチャンネル（2024年1月11日[139]、YouTube）

### ネット掲載
- 北海道ファンマガジン（2011年9月5日[140]、2013年2月12日[141]、2015年1月19日[142]）
- 全国ご当地キャラニュース（2011年8月19日）[143]
- 士幌町公式ホームページ（2013年8月1日）[144]
- 札幌市公式ホームページ（2015年4月14日）[145]
- d-SAP（2018年4月5日）[146]
- 公募ガイド ONLINE（2019年3月29日[147]、2022年12月2日[148]）
- 神門光太朗ブログ「おじゃまします 士幌町」（2022年11月30日[149]）
- The HOME B☆Bみらい大志プロジェクト（2024年4月5日[150]、2024年11月7日[151]）

### スマホアプリ
- 観光地ですよ。ご当地キャラ100人に聞きました（2013年9月10日）[152]
- 十勝総合振興局 十勝観光アプリ「ぐるぐるとかち」（2014年1月8日）[153]
- エイリアンのたまご（2020年3月12日 - 25日[154]、2021年11月6日 - 12月15日[155]、2023年6月1日 - 30日[156]）

### イベント
- ゆうばり国際ファンタスティック映画祭2014 「鐘が鳴りし、少女達は銃を撃つ」上映イベント（2014年3月2日）[157][4]